# Tsjûkemar
Lo Tsjûkemar (in olandese: Tjeukemeer) è un lago nei Paesi Bassi. Con i suoi 22 km² è il più grande lago della provincia della Frisia.

## Geografia
Lo Tsjûkemar è situato nella parte sudoccidentale della provincia della Frisia, nel territorio della municipalità di De Fryske Marren. Attorno al lago si trovano le località di Echten, Echtenerbrug, Rohel, Delfstrahuizen et Oosterzee. Nell'area, a vocazione molto turistica, si trovano molti campeggi.
Il lago non ha la stessa profondità ovunque. Le acque, nella parte nordorientale, sono molto basse e la profondità non è superiore a un metro. Nel lago si trovano tre isole: Tsjûkepolle, Marchjepolle e Ganzetippe.

## Storia
La forma e la superficie del lago ha subito diverse modifiche nel corso dei secoli. Le inondazioni del 1164, 1219 e 1509 sono quelle che più hanno influito sull'aspetto del lago. Il lago si è ulteriormente ingrandito a causa di incendi di aree boschive sulle proprie coste.
Verso il 1840, venne proposto un primo progetto di bonifica del lago contemporaneamente alla bonifica dell'Haarlemmermeer. Un secondo progetto fu proposto verso il 1880, ma nessuno di questi progetti venne mai realizzato.